# Parkeerbelasting
Onder de naam parkeerbelasting kan door de gemeente of een openbaar lichaam BES een belasting worden geheven in het kader van de parkeerregulering. 

## Begrip parkeren
Onder parkeren wordt verstaan het gedurende een aaneengesloten periode doen of laten staan van een voertuig, anders dan gedurende de tijd die nodig is voor en gebruikt wordt tot het onmiddellijk in- en uitstappen van personen dan wel het onmiddellijk laden of lossen van zaken. 

## Tarief
Het tarief van parkeerbelastingen wordt veelal afhankelijk gesteld van de parkeerduur, het parkeertijdstip, de ingenomen oppervlakte en de ligging van de parkeerplaats. 

## Nederland
De belasting wordt geheven vanwege (a) het parkeren van een voertuig op een bij belastingverordening te bepalen plaats, tijdstip en wijze, of (b) het verlenen van een parkeervergunning door de gemeente of het openbaar lichaam voor het parkeren van het voertuig op de in die vergunning aangegeven plaats en wijze (artikel 225 van de Nederlandse Gemeentewet of artikel 56 van de FinBES). Het Besluit gemeentelijke parkeerbelastingen geeft verdere landelijke regels. Daarnaast is er per gemeente een verordening. Vaak moet het betalingsbewijs, met daarop gegevens waaruit blijkt tot welk tijdstip het recht op parkeren geeft, op het dashboard worden gelegd, zo dat het van buiten leesbaar is.
Als parkeerbelasting bij een parkeerautomaat vooruitbetaald wordt voor een bepaalde parkeerduur is het vaak zo dat deze betaling officieel slechts geldig is voor één voertuig, maar dat niet geregistreerd wordt voor welk voertuig. Dit maakt het mogelijk, maar niet toegestaan, dat het betalingsbewijs wordt doorgegeven en voor de resterende parkeertijd door een ander wordt gebruikt. Dit gebeurt ook veel. 
Een ander systeem is sms-parkeren. 

### Parkeerboete
Als een parkeerwacht constateert dat de gemeentelijke parkeerbelasting niet is betaald of dat de tijd waarvoor die is betaald is verstreken wordt een naheffing opgelegd. Deze wordt berekend over een parkeerduur van een uur, tenzij aannemelijk is dat het voertuig langer dan een uur zonder betaling geparkeerd heeft gestaan. Naast de normale parkeerbelasting betaalt men dan een gemaximeerd bedrag aan kosten dat elk jaar opnieuw wordt vastgesteld. Dit wordt een naheffingsaanslag genoemd. In de volksmond wordt vaak de term parkeerboete gehanteerd. In deze gevallen is er echter geen sprake van een overtreding zoals bij een mulderfeit. Het desbetreffende aanslagbiljet wordt ofwel conform de regels van de Invorderingswet 1990 toegezonden of uitgereikt aan de belastingschuldige, ofwel aangebracht op of aan het voertuig.

### Gemeentelijke of Eilandbelastingverordening
Voor het antwoord op vragen als wie geldt als de belastingplichtige, wat het voorwerp is van de belasting, wat het belastbare feit is, wat de heffingsmaatstaf is en het tarief, dient de belastingverordening van de betreffende gemeente of openbaar lichaam te worden geraadpleegd (artikel 217 Gemeentewet of artikel 41 FinBES).